# Geigeria brevifolia
Geigeria brevifolia là một loài thực vật có hoa trong họ Cúc. Loài này được (DC.) Harv. mô tả khoa học đầu tiên năm 1862.